# Polypedilum guarani
Polypedilum guarani är en tvåvingeart som beskrevs av Bidawid 1996. Polypedilum guarani ingår i släktet Polypedilum och familjen fjädermyggor. Inga underarter finns listade i Catalogue of Life.